# Marie Alžběta z Lobkovic
Marie Alžběta princezna z Lobkowicz, zjednodušeným pravopisem z Lobkovic (německy Maria Elisabeth von Lobkowitz; 23. listopadu 1726, Praha – 29. července 1786, Vídeň) byla česká šlechtična z rodu Lobkoviců, dcera knížete Filipa Hyacinta a manželka dlouholetého rakouského státního kancléře hraběte Antonína Ulfelda.

## Životopis
Narodila 23. listopadu 1726 v Praze jako Marie Alžběta Anna Josefa Terezie Valpurga Ludmila Lydweria Klementina princezna z Lobkovic. Byla čtvrtým dítětem a druhou dcerou čtvrtého zaháňského vévody Filipa Hyacinta a jeho druhé manželky Anny Marie Vilemíny hraběnky z Althannu. Marie Alžběta měla starší bratry Václava Ferdinanda a Ferdinanda Filipa a sestru Marii Annu. Mladší bratři, kteří se narodili později, zemřeli v dětství.

### Manželství a potomstvo
Dne 15. nebo 16. dubna[zdroj?] 1743 se 16letá Marie Alžběta provdala za 43letého hraběte Antonína Korfize z Ulfeldtu (15. června 1699 – 31. prosince 1769 Vídeň), který byl do roku 1753 ministrem zahraničních věcí u dvora Marie Terezie. Byl považován za dobrého rétora. Byl vdovcem však po více než deset let a ze svého prvního manželství neměl žádné děti. Je popisován jako snědý muž tmavě modrých, mírně ponurých očí s hustými černými vlasy a obočím a mírně odulými tvářemi.
Z tohoto svazku se narodily tři děti:
- 1. Marie Vilemína (12. června 1744 – 8. května 1800), ⚭ 1761 František Josef z Thun-Hohensteinu (14. září 1734 – 22. srpna 1801), hrabě z Thunu a Hoheštejna
- 2. Jan Křtitel (*/† 1745) – zemřel v raném věku; [4]
- 3. Marie Alžběta (19. září 1747 – 27. ledna 1791), ⚭ 1765 Jiří Kristián z Valdštejna-Vartenberka (16. dubna 1743 – 6. října 1791)